# Heterotardigrada
Los heterotardígrados (Heterotardigrada) constituyen una clase que incluye aquellos tardígrados que presentan apéndices cefálicos y patas con cuatro dedos o zarpas separadas pero similares.
La anatomía del sistema reproductor es un rasgo definitorio importante en la distinción de los diferentes grupos de tardígrados. Los heterotardígrados tienen gonoductos que se abren al exterior a través de un gonoporo preanal, en vez de abrirse al recto como en la otra clase confirmada de tardígrados, los eutardígrados (la tercera clase, los mesotardígrados, está representada por una única especie cuyo material  fue destruido por un terremoto, por lo que su anatomía reproductora no se ha podido estudiar).
Algunos de los órdenes de heterotardígrados son marinos y otros terrestres. Sin embargo todos los tardígrados son acuáticos en el sentido que tienen que estar rodeados de una capa de humedad para permanecer activos, aunque pueden sobrevivir en estado latente si el hábitat se seca.